# Кремонський мир (1270)
Кремонський мирний договір — мирний договір, що завершив Війну Святого Сави між Генуезькою та Венеційською республіками, укладений у 1270 році в місті Кремона на території Міланського герцогства.
Укладенню мирного договору сприяв тиск з боку короля Франції Людовика IX і Папи Климента IV, які потребували допомоги флотів обох морських республік для організації Восьмого хрестового походу. Цей тиск спонукав неохочі до миру ворогуючі республіки укласти п'ятирічне перемир'я, яке в подальшому зберігалося до Другої генуезько-венеційської війни, що розпочалась в 1294 році.